# Trolejbusy w Essen
Trolejbusy w Essen – system trolejbusowy, który składał się z jednej trasy o długości 4,6 km łączącej dzielnice Stadtwald i Heisingen. Funkcjonował od 1949 r. Zaplanowano budowę dalszych tras na południe od Essen i do sąsiednich gmin, ale nie zostały one zrealizowane. W 1957 r. trolejbusy zastąpiono autobusami.

## Historia
Od 1925 roku na trasie Stadtwald – Heisingen kursowały autobusy. Ogólny plan osadniczy dla obszaru Essen przedstawiony przez Hermanna Ehlgoetza w 1927 r. przewidywał budowę trasy tramwajowej ze Stadtwald przez Heisingen do Kupferdreh. II wojna światowa uniemożliwiła realizację projektu. Plany systemu trolejbusowego w Essen pojawiły się już w 1938 roku, a niezbędny sprzęt w 1942 r. Jednak decyzją Ministra Transportu Rzeszy Juliusa Dorpmüllera należało go wykorzystać do utworzenia systemu trolejbusowego w Hildesheim. Po II wojnie światowej Süddeutsche Eisenbahn-Gesellschaft (od 1954 do 2017: Essener Verkehrs-AG, od tego czasu Ruhrbahn) powróciło do planów i zapewniło dostawę zamówionego w czasie wojny sprzętu elektrycznego oraz trzech trolejbusów.
Trasa rozpoczynała się na Stadtwaldplatz w Stadtwald i prowadziła na południe wzdłuż Heisinger Straße. W Heisingen trolejbusy zawracały pętlą uliczną przez Bahnhofstraße, Lelei, Zölestinstraße i Hagmanngarten; w Stadtwald zawracały bezpośrednio na Stadtwaldplatz. Ponieważ sieci zasilające trolejbusu i tramwaju przecinały się na krótkim odcinku, punkty styku zostały pozbawione zasilania.
System miał być rozbudowywany stopniowo od 1950 r. Jako dojazd do zajezdni w Bredeney zaplanowano trasę ze Stadtwaldplatz do Bredeney, a stamtąd trasę do Werden. Dalsze plany zakładały przekształcenie trasy tramwajowej Werden – Heidhausen, dawnej Bergische Kleinbahn, na trolejbusową. Jednakże dyrekcja kolei w Essen zabroniła krzyżowania sieci trolejbusowej z siecią trakcyjną kolei Ruhrtalbahn, ponieważ Deutsche Bundesbahn dążyły do elektryfikacji tej głównej linii.
21 listopada 1955 r. ówczesna firma Essener Verkehrs-AG uruchomiła linię autobusową E40 pomiędzy Porscheplatz, Stadtwaldplatz i Heisingen. Od 6 maja 1956 r. oznaczenie linii zmieniono na 40, a linia trolejbusowa otrzymała oznaczenie E40 i kursowała już tylko w godzinach szczytu. 23 listopada 1957 r. Essener Verkehrs-AG całkowicie zaprzestało prowadzenia ruchu na linii trolejbusowej.

## Tabor
Tabor składał się z trzech dwuosiowych trolejbusy o numerach 21–23, później 421–423. Podwozie pochodziło z firmy Henschel, nadwozia z Kässbohrer, a wyposażenie elektryczne z BBC. Trolejbusy garażowano w zajezdni tramwajowej w Bredeney. Ponieważ trasa do Stadtwaldplatz nie była wyposażona w sieć zasilającą, a trolejbusy nie miały napędu pomocniczego, przy wyjeździe i powrocie musiały być holowane przez autobusy. W miesiącach zimowych zdarzało się, że trolejbusy były holowane przez Frankenstraße przez tramwaje.
Po zamknięciu systemu trzy trolejbusy sprzedano do Osnabrück, gdzie otrzymały nowe nadwozia i numery 210–212. Trolejbusy nr 210 i 211 zostały wyposażone w nadwozie z fabryki Adolfa Emmelmanna, trolejbus nr 212 został przerobiony na częściowo piętrowy z nadwoziem Ludewig.